# Leśniczówka (powiat kraśnicki)
Leśniczówka – kolonia w Polsce położona w województwie lubelskim, w powiecie kraśnickim, w gminie Urzędów.
W latach 1975–1998 miejscowość administracyjnie należała do ówczesnego województwa lubelskiego.